# Lantoto Nationalpark
Lantoto Nationalpark er et beskyttet område i Central Equatoria i Sydsudan.
Parken har et areal på 760 km2 og består overvejende af  skove og åbne lysninger. Parken blev navngivet af Sudans centralregering i Wildlife Act fra 1986 og Wildlife Conservation and National Parks Act fra 2003. Parkens grænser var  i 2012 endnu ikke blevet fastlagt.
Bevoksningen i parken understøtter en enorm bestand af elefanter, bøfler, bavianer, antiloper og strudse.
Det højeste og mest fremtrædende bjerg i nationalparken er Jabal Mbangi. 
Krybskytteri i parken truer i stigende grad elefanternes overlevelse.